# 百毒杀

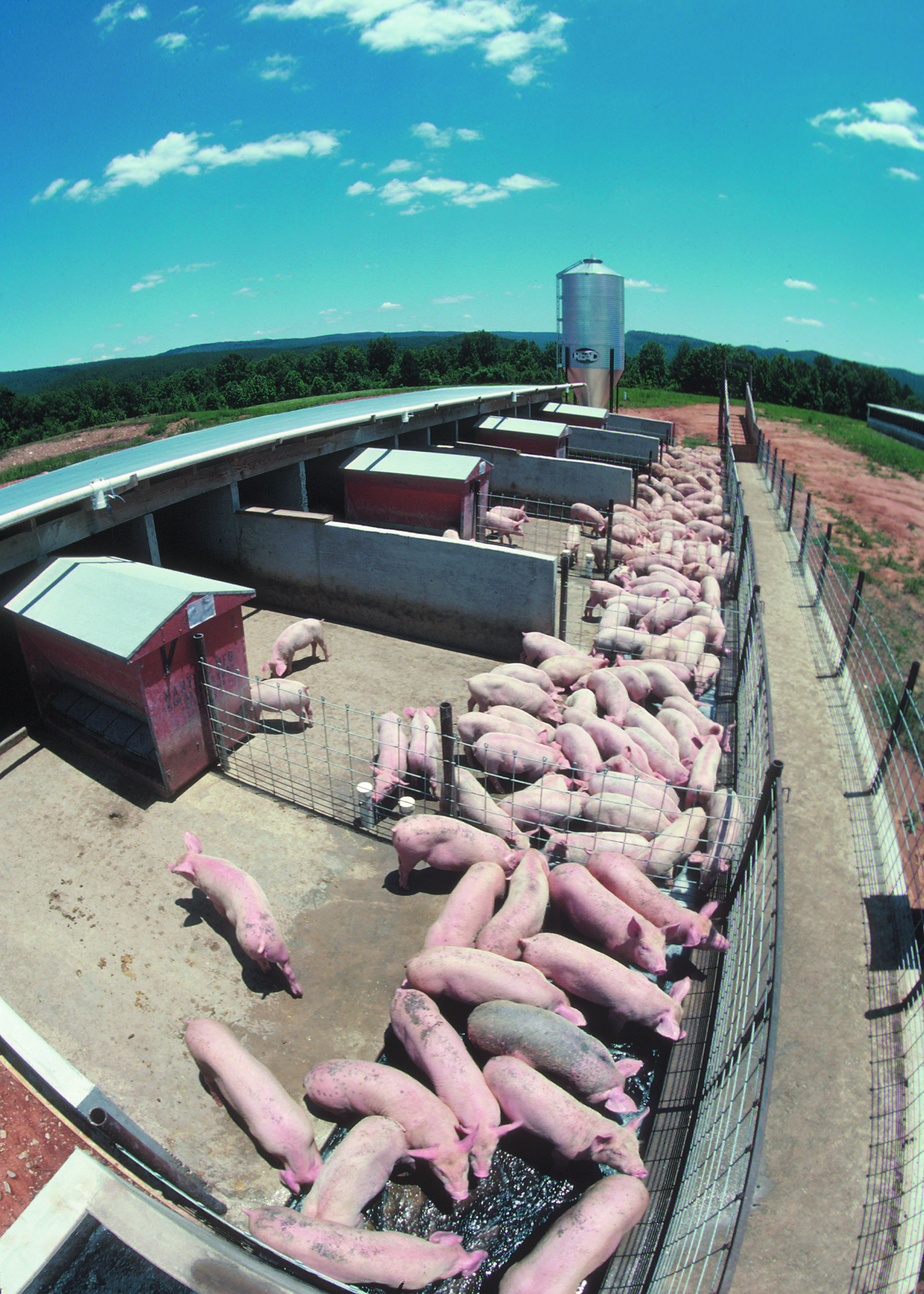
百毒殺常用於豬場

百毒杀是台灣和中國大陸裡一種獸用殺毒劑的常見通名，用於牛場、雞場、豬場，用途為饮用水消毒、水質改良及控制禽畜疾病，例如甲型流感病毒H5N1。百毒杀是一種表面活性剂，主要化學成分是双链季铵盐。兩家來自台灣與大陸的化工企業各自有「百毒殺」產品，2008年起了商標訴訟，江苏省高级人民法院終審判決「百毒殺」名字「不具显著性」，大陸企業「合理使用通用名稱」，台灣方敗訴。

## 化學成分

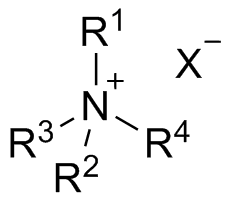
季铵盐

百毒杀是一種表面活性剂。學者描述百毒殺的主要成份双链（duplex-）季铵盐能杀灭病毒、细菌、霉菌、真菌等各类微生物，其消毒力不受有机物污染影响，也不受光、热、硬水、酸碱度、温度、湿度等的影响，药效持续时间长；另外双链季铵盐也具有低毒、低腐蚀性和低刺激性的特点，且其杀菌效果与含氯消毒剂比较差异无统计学意义，「是公认的饮水消毒、水质改良及控制禽畜疾病的良好消毒剂」。
按照不同品牌的配方和濃度，百毒殺的構成化合物包括双八烷基二甲基氯化铵 （DDAC8），双十烷基二甲基氯化铵（DDAC10）、双十二烷基二甲基氯化铵（DDAC12）、双十烷基二甲基溴化铵 （DDAB10）、双十二烷基二甲基溴化铵（DDAB12）、双十八烷基二甲基溴化铵（DDAB18）等，上述均屬双链季铵盐。

## 歷史

### 台灣的開發
台灣企業中國派斯德股份有限公司開發的「百毒殺」（Bestaquam），主要成分為双十烷基二甲基溴化铵（又稱癸甲溴銨溶液，Didecyl dimethyl ammonium bromide，屬双链季铵盐的一種）。1981年首批生產。1983年獲行政院農業委員會動植物防疫檢疫局予動物用藥品許可。1993年與1996年分別註冊兩個商標。至2010年代，對台灣百毒殺的學術研究涉及對禽流感的功效、對魚類的急性毒性等。

### 在中國大陸的社會民生普及

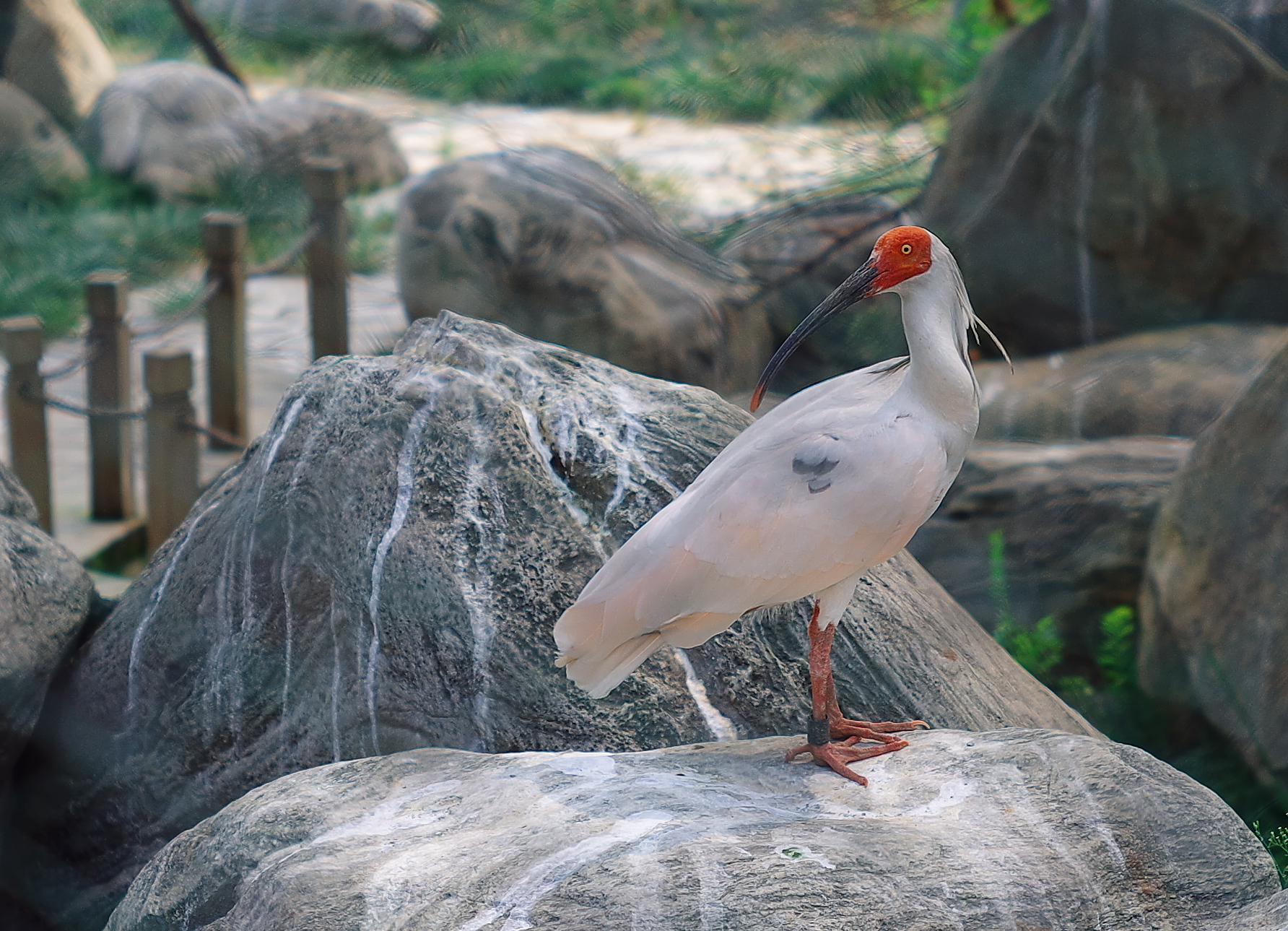
朱鹮，攝於陝西

例如，台灣百毒殺在1990年北京亞運會使用，2002-03年SARS疫情期間北京朝陽醫院使用。2012年3月31日，上海野生动物园從陝西接來10隻朱鹮（屬珍稀和濒危動物），為朱鹮興建的2000平方米園區，「裏裏外外用百毒杀药剂严格消毒了一遍」。
百毒殺在中国兽用消毒品行业的长期使用中，已逐渐演变成为某一类商品的通用名称，並非專指台灣企業中國派斯德股份有限公司產品。中国大陸各大兽药企业在使用‘百毒杀’商品名时，一般也标明自身企業的商標。

### 中國農業部門在歷次流感疫情時採用

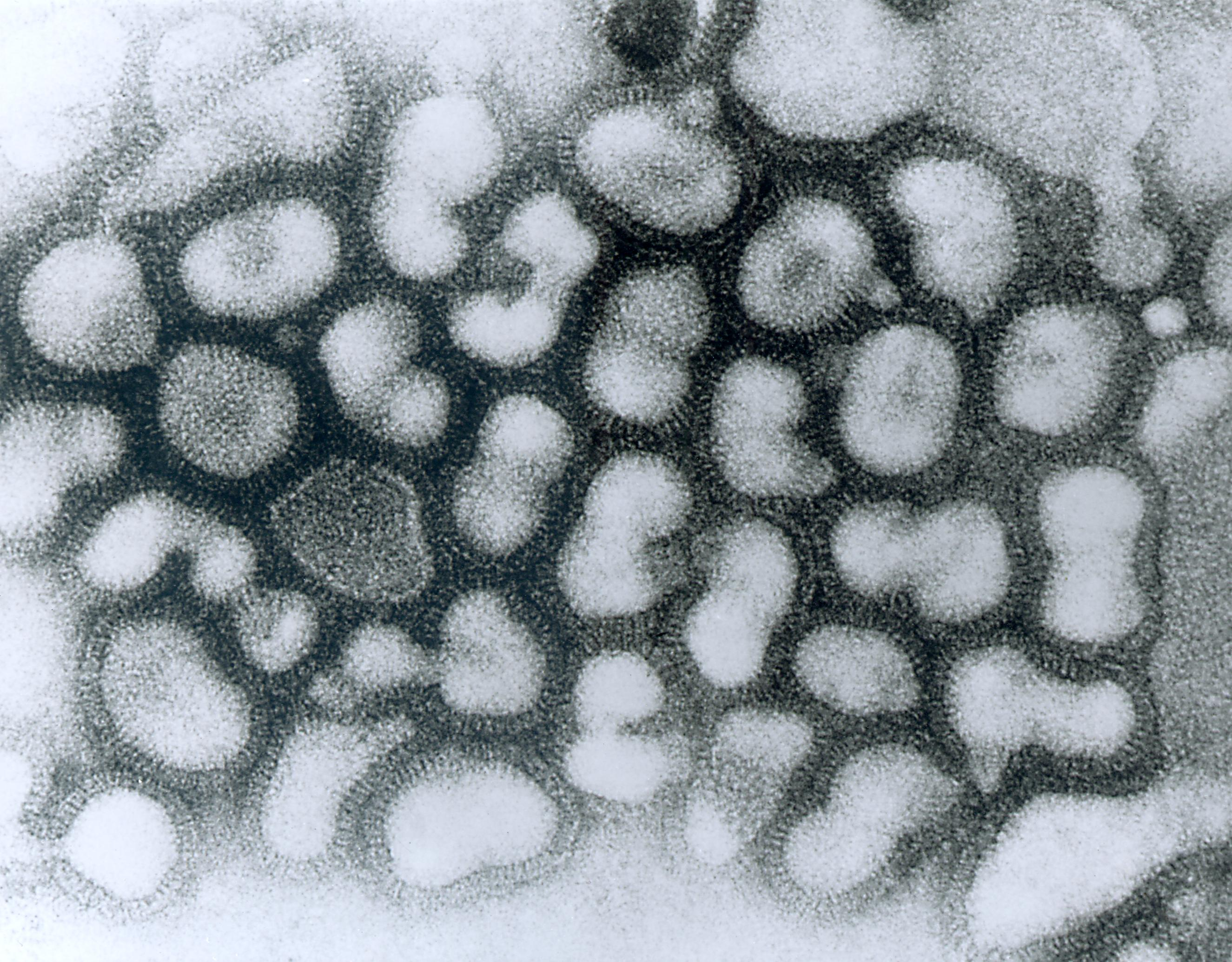
顯微鏡下的H5N1禽流感

甲型流感病毒H5N1亚型2004年傳入中國大陸，中華人民共和國农业部防治禽流感专家组成员辛朝安受訪說「研究组对苯酚、消毒灵、氢氧化钠、雅好生、漂白粉、高锰酸钾、二氯异氰尿酸钠、百毒杀、新洁尔灭、福尔马林、过氧乙酸等常用消毒药物进行体外杀灭禽流感病毒的试验，结果证明，禽流感病毒对上述消毒药物比较敏感，在推荐使用浓度下，可以将病毒杀灭。」此後中國各級政府每逢有禽畜感冒爆發，例如2009年H1N1流感大流行等，均廣泛引用該說法。2015年，陝西省周至县农业局防治H7N9，现场发放消毒药百毒杀。2018年四川省农业农村厅對非洲猪瘟做新聞發布，指「人员进出消毒通道，可以使用超声波雾化消毒机雾化1:300的百毒杀进行消毒。」

## 商標侵權訴訟

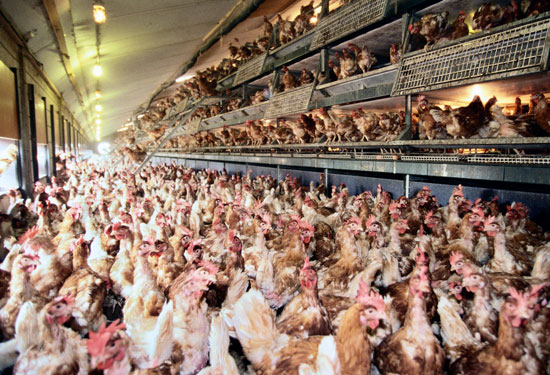
百毒殺常用於雞場

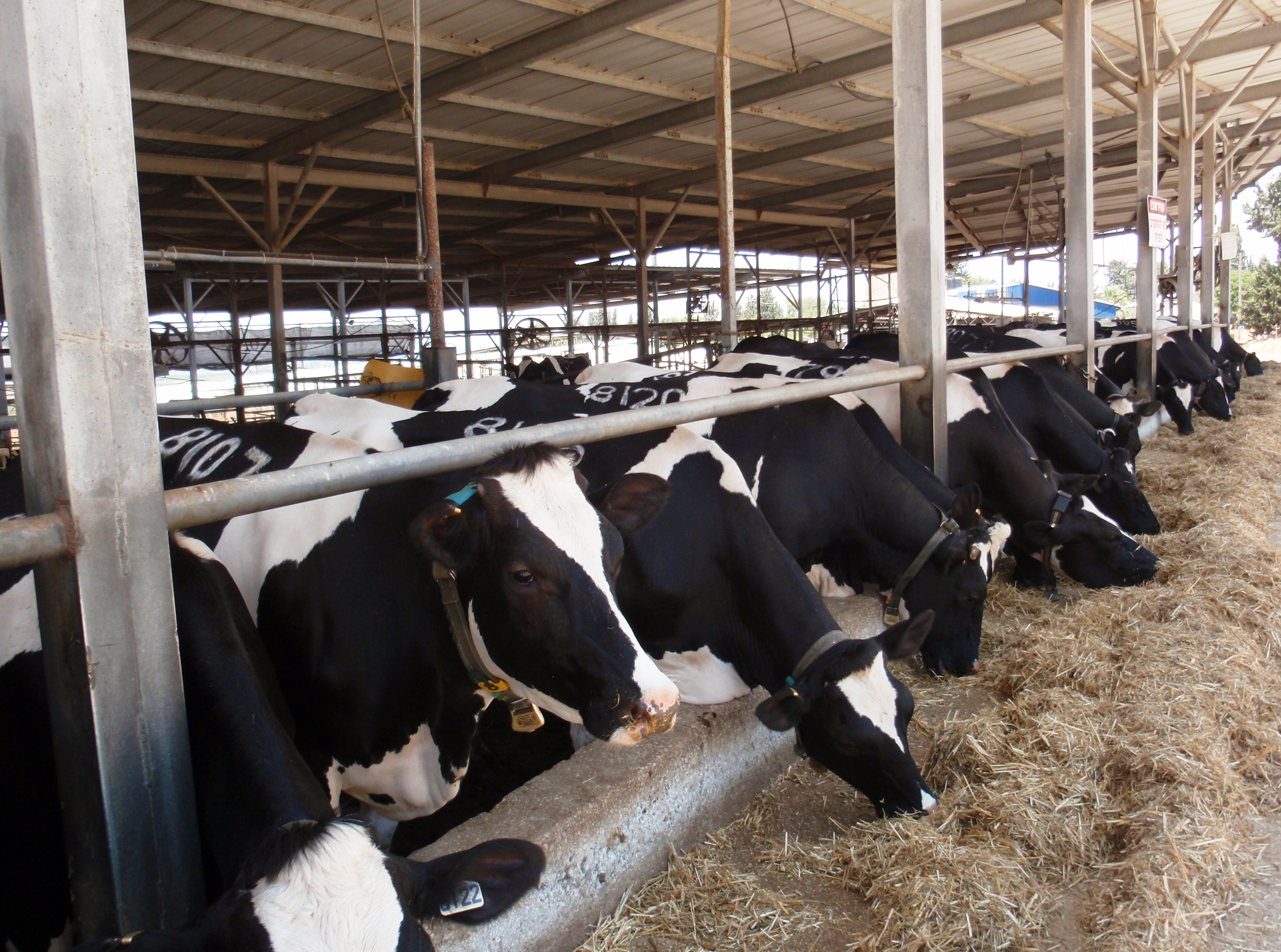
百毒殺常用於牛場

1993年，台灣企業中國派斯德股份有限公司在中國大陸註冊商標「派斯德百毒杀」，同年在上海成立子公司。江苏牧王药业有限公司2003年註冊「牧王」商標。台灣方的上海子公司控告牧王生產的「牧王百毒殺」商標侵權。案件頗具知名度，登上《人民法院報》案例指導欄目。
2008年初審，盐城市中级人民法院駁回，判決「被告在主观上并没有攀附原告商标声誉的故意，客观上并未对广大消费者进行误导。」經上訴，2009年7月1日江苏省高级人民法院终审判决再次駁回，「既未能证明其生产的“派斯德百毒殺”是行业内的知名商品，也无法证明该产品所采用的外包装具有区别商品来源的显著特征[...]原告对该种商品包装不具有独占权，被告使用的商品包装即使与原告类似，也属于正当使用，并不构成对原告的不正当竞争。据此，法院依照中華人民共和國《商标法》第九条、第十一条，反不正当竞争法第五条第（二）项，商标法实施条例第四十九条、第五十条第（一）项之规定，判决如下：驳回原告派斯德公司的诉讼请求。」